# Дендрологический парк Государственного биотехнологического университета
Дендрологический парк Государственного биотехнологического университета (укр. Дендрологічний парк Державного біотехнологічного університету) — дендрологический парк местного значения площадью 22,8 га, образованный в 1972 году возле посёлка Рогань в Харьковском районе Харьковской области Украины.
Статус заповедной территории получил в 1992 году.
Управляющей и природоохранной организацией дендропарка является Государственный биотехнологический университет.

## История

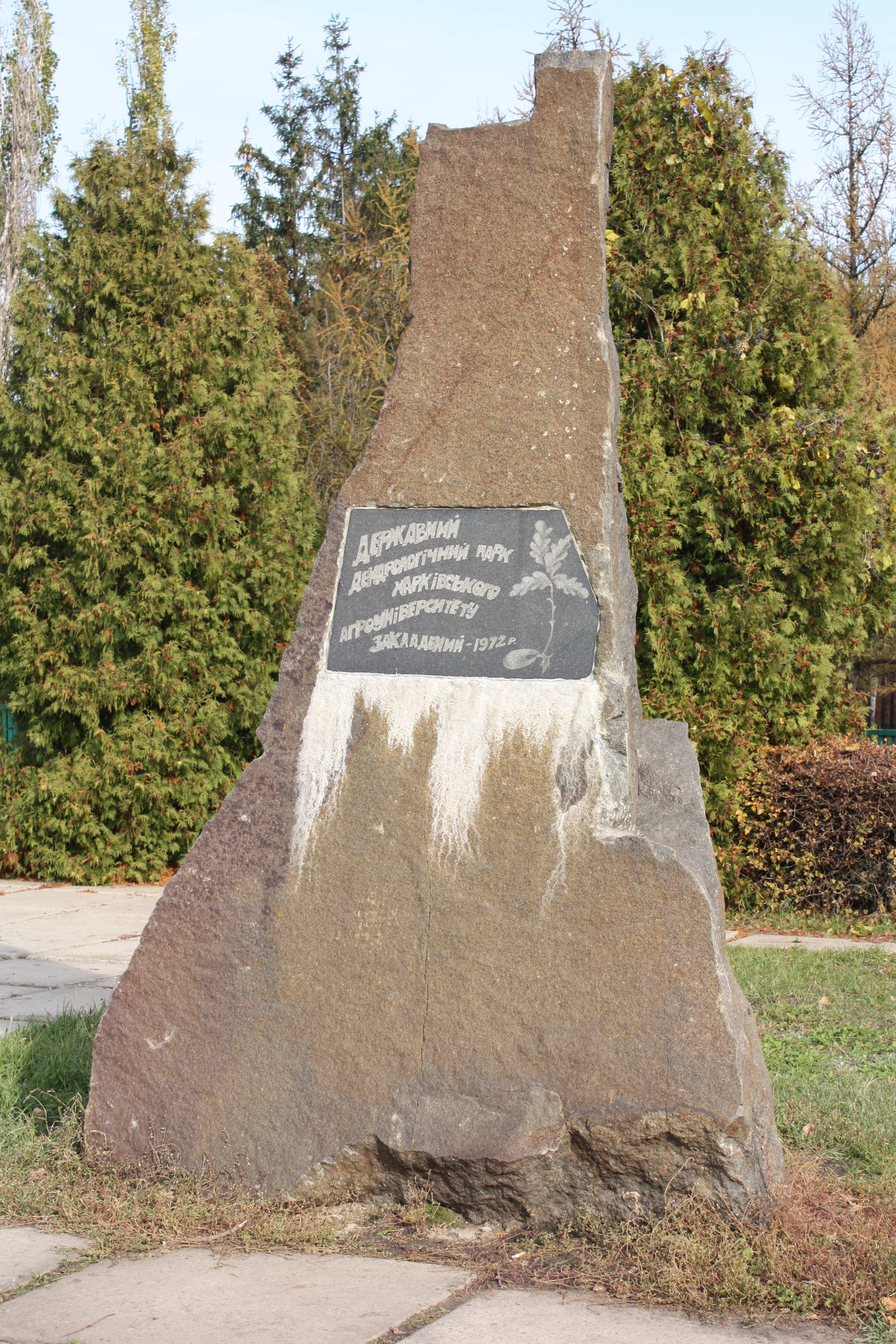
Памятный знак в честь основания дендропарка

В 1970 году Харьковский национальный аграрный университет им. В. В. Докучаева (на тот момент Харьковский сельскохозяйственный институт — ХСХИ) переехал из Харькова в его пригород и обосновался возле Рогани.
Тогда же, по инициативе преподавателей кафедры агролесомелиорации и лесоводства и её заведующего Бориса Фёдоровича Остапенко (1922—2006), появилась идея создать рядом с университетским городком дендропарк.
Первоначально на отведённой под дендропарк территории не было никакой древесной растительности, кроме дубовых лесополос по северной и восточной границе и ряда деревьев ясенелистного клёна вдоль южной.
Проект дендропарка выполнила группа озеленение кафедры дендрологии и древесиноведения Львовского лесотехнического института.
Дендроплан разработали на кафедре агролесомелиорации и лесоводства сельхозинститута.
Проект никем не утверждался и средства на него не выделялись.
Дендропарк создавался на общественных началах студентами, сотрудниками и преподавателями института под руководством работников кафедры агролесомелиорации и лесоводства.
Закупка саженцев и их доставка осуществлялись за счёт средств договорных и бюджетных научных тем.
Первые деревья высадили весной 1972 года.
Тогда была создана главная аллея — «Аллея учёных» — которая является композиционной осью дендропарка.
Это две полосы шириной 4 м каждая, между которыми есть полоса из девяти партеров 5,25 м с разрывами 10 м.
В конце каждого партера высадили по пять голубых елей, по бокам аллеи — саженцы лиственницы японской.
Осенью 1972 года был построен первый водопровод вдоль главной аллеи.
А весной 1973 года начали массовую высадку саженцев и выращивание сеянцев и саженцев для пополнения коллекции.
С 1976 по 1992 годы парк пополняли исключительно саженцами, выращенными в собственном питомнике.
В мае 1979 года парк приняли в состав совета ботанических и дендрологических садов Украины и Молдавии.
В 1985 году Министерство сельского хозяйства СССР официально признало дендропарк и утвердило должность директора.
В феврале 1991 года Совет Министров УССР предоставил дендропарка статус Государственной заповедной территории.
С восстановлением в 1998 году факультета лесного хозяйства дендропарк стал учебной базой будущих лесоводов.

## Описание

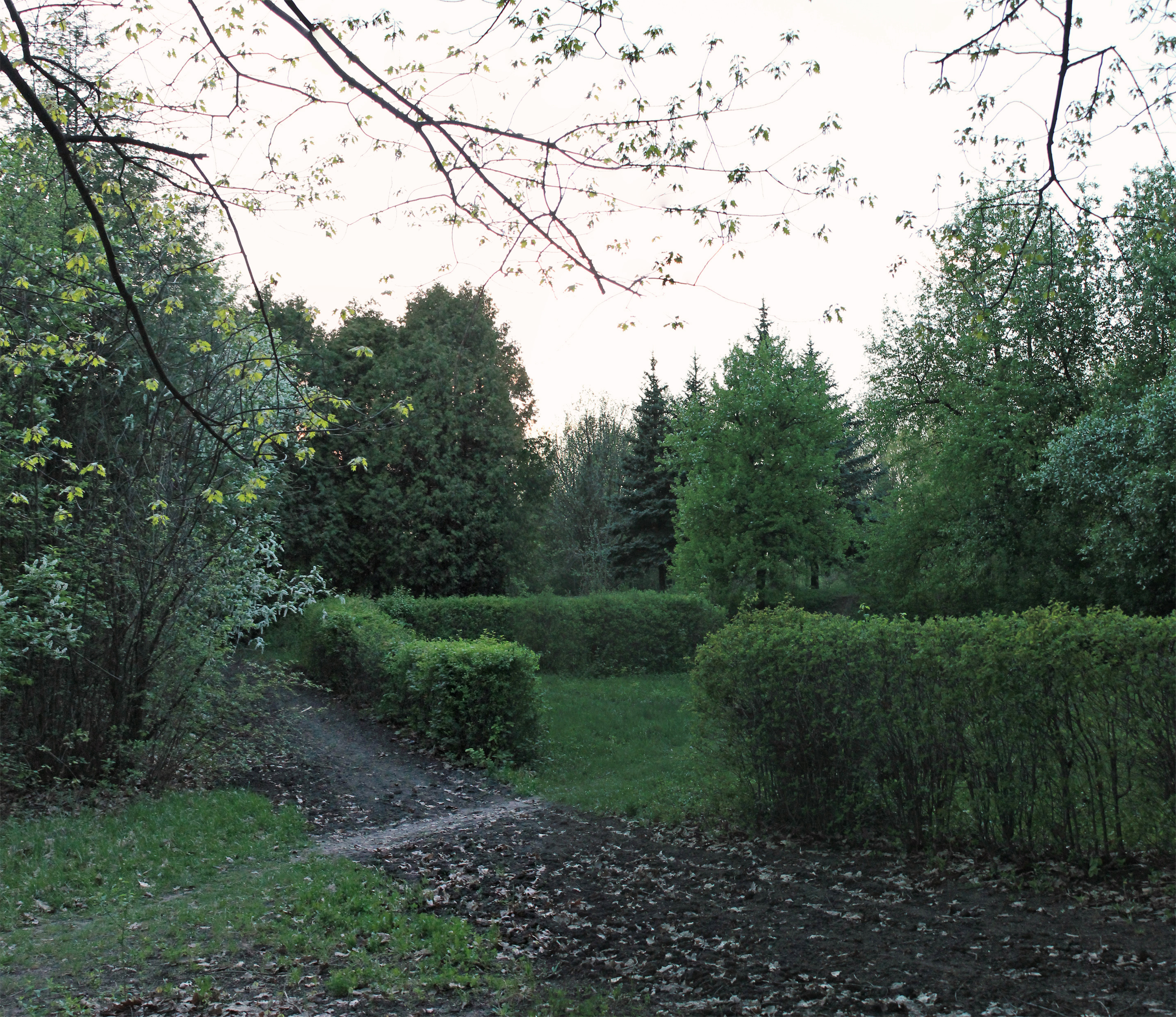
Аллея парка

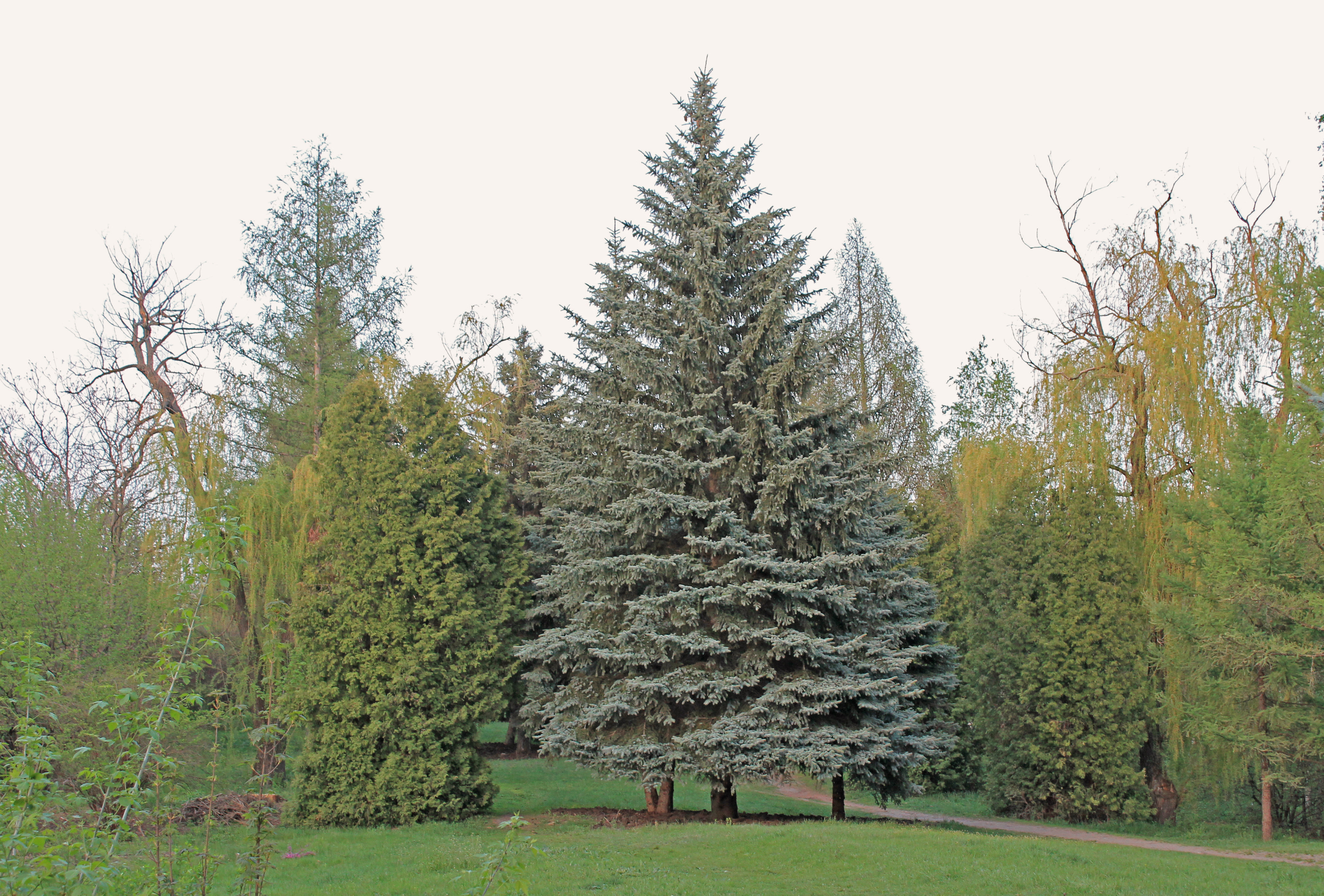
Ель голубая

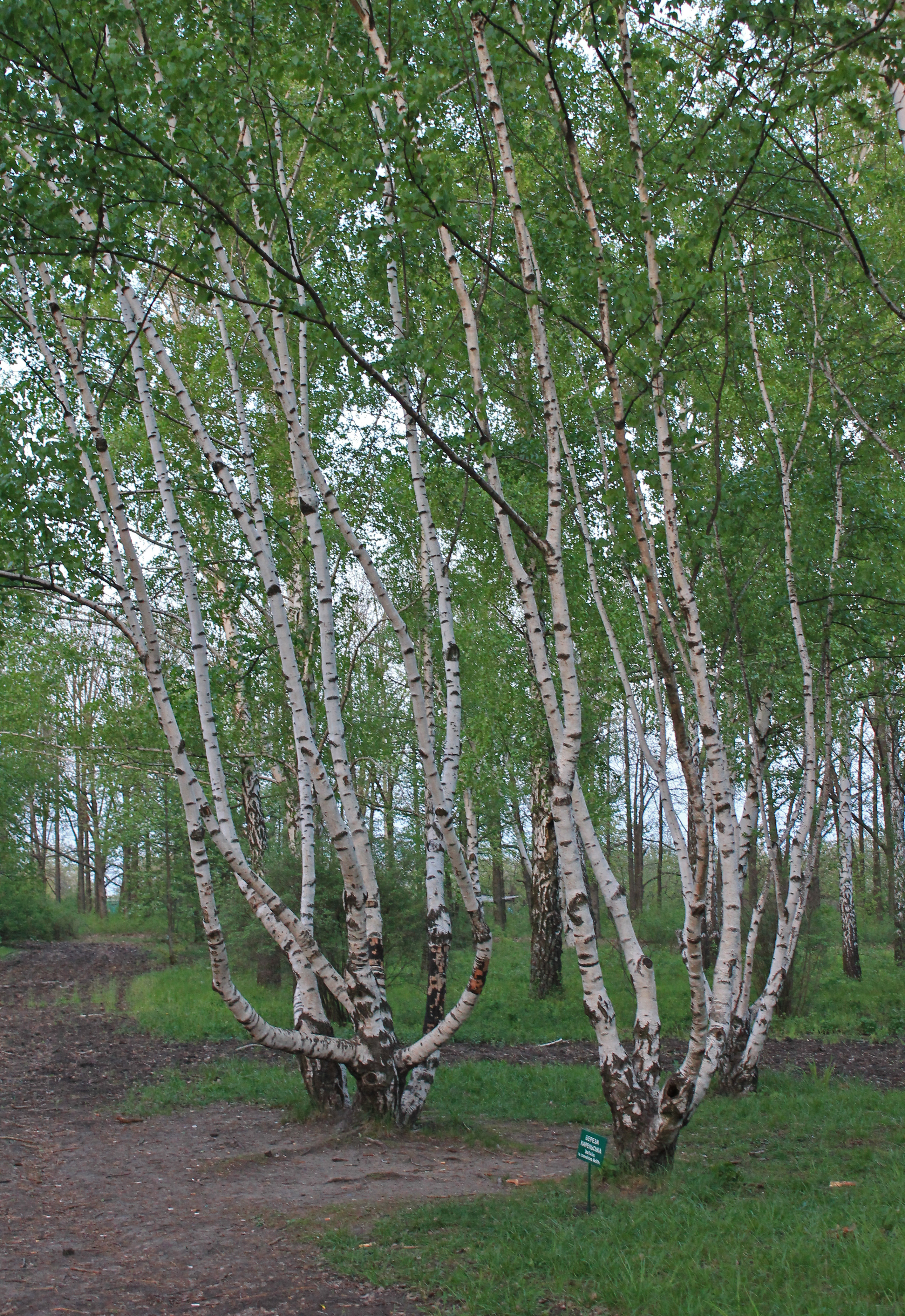
Карельская берёза

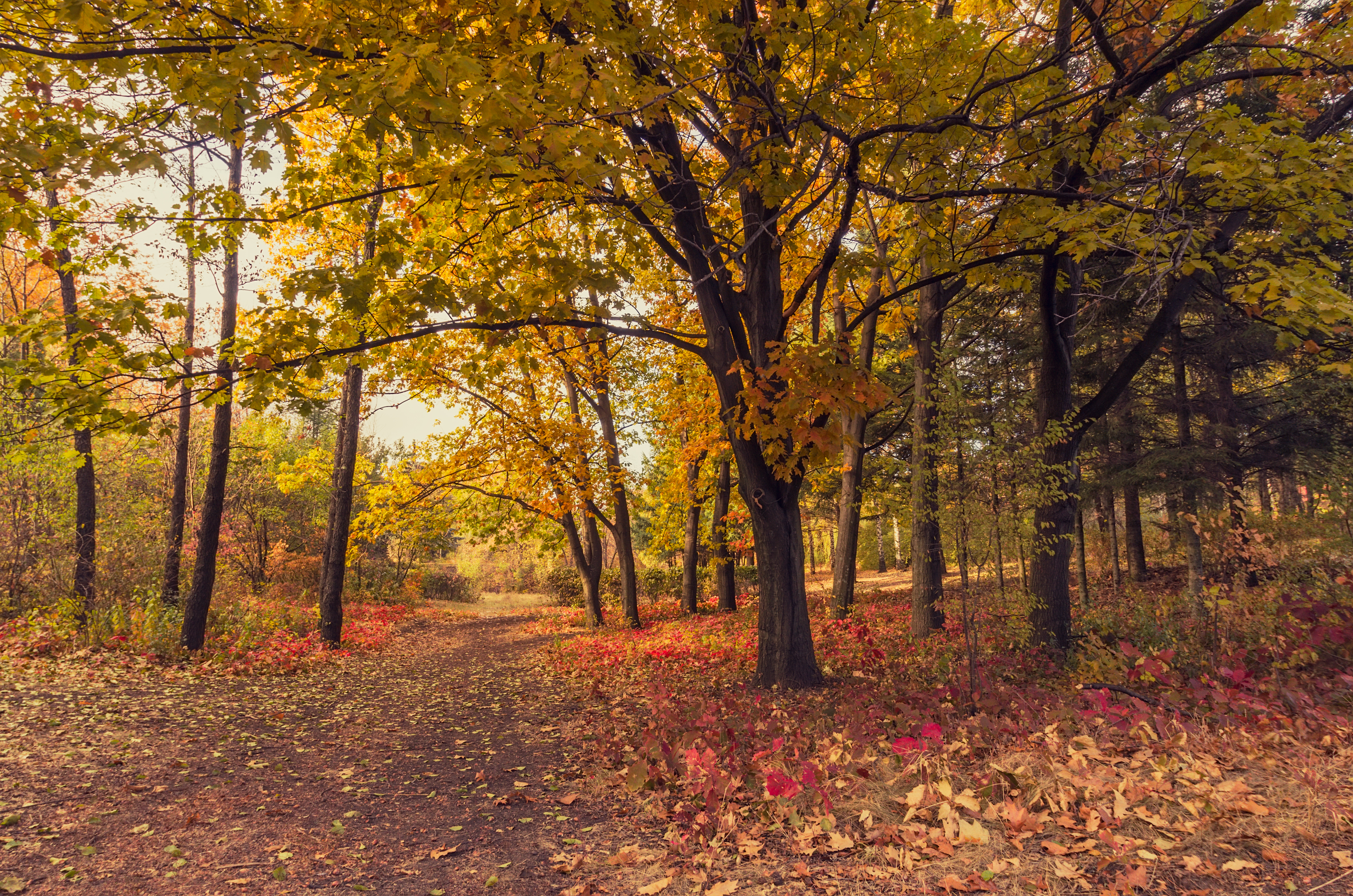
Одна из тропинок дендропарка

### Общая характеристика
Дендропарк ХНАУ представляет собой зелёную зону учебного городка Государственного биотехнологического университета.
Парк расположен на северо-восток от Харьков и занимает площадь 23,2 га.
Географические координаты дендропарка: 49° 53' 30" с. ш. 36° 27' 13" в. д.

### Климат
Климат дендропарка — континентальный с неустойчивым увлажнением.
Среднегодовая температура воздуха +6,5 ° С с колебаниями от +38 до −35 ° С.
Безморозный период составляет 113—200 дней.
Среднегодовая сумма осадков составляет 520 мм с колебанием от 330 до 740 мм.
Бездождевой период может длиться от 10 до 52 дней.
Срок с относительной влажностью воздуха ниже 30 % может составлять 24 и более суток.
В эти дни возможны суховеи и засухи.

### Почвы
По почвенно-климатическими условиями парк принадлежит к южной части Левобережной лесостепи.
Грунты представляют собой типичные чернозёмы, подстилаемые суглинками на толстом слое песка полтавского яруса.

### Биологическое разнообразие
В дендропарке насчитывается около 900 видов и сортов древесных растений (деревьев и кустарников) 80 % из которых являются экзотами.
Обширная география растений завезена из Европы, Кавказа, Средней Азии, Китая, Дальнего Востока, Японии и Северной Америки.
Среди растений в дендропарке представлены такие редкие виды как карельская берёза, гинкго двулопастное, берёза низкая, тис ягодный и сосна кедровая, занесённые в Красную книгу Украины.
В парке есть аллеи можжевельника колонноподобного, голубой ели и лиственницы.
Кроме коллекционного фонда на территории дендропарка высажены архивные клоновые семенные плантации сосны обыкновенной и дуба обыкновенного, маточно-сортовые плантации фундука, создан интродукционный питомник.
В дендропарке есть розарий, рассадник редких растений, декоративный пруд, коллекционные участки разновидности сосен и дубов.
Под открытым небом создан фитоценоз «Дуброва» — образец местной флоры.

## Организация
Дендропарк расположен по адресу: Украина, Харьковская область, Харьковский район, п/о «Докучаевское», учебный городок.